# Stor søanemone
Den store søanemone (Urticina felina) er enlige koraldyr fra Nordatlanten, inklusiv de danske farvande.
Når den store søanemone er helt udfoldet, kan den blive cirka 20 cm i diameter, men når den er skyllet op på land, er den ofte kun 6-7 cm bred. Den er ret almindelig i de danske farvande. Søanemonen har så store nældeceller, at den kan lamme ret store fisk. Den er med sin brede fodskive fasthæftet underlaget, og på kropsvæggen findes klæbevorter, der kan fastholde sten eller stumper af skaller eller alger.
Dens nære slægtning Urticina eques findes også langs europas kyster, inklusiv Færøerne, men den er ikke registreret i Danmark.